# Furt d'idees
El furt d'idees, també conegut com a bropropiating, és l'apropiació i explotació, com si fos pròpia, d'una idea o del treball d'una dona per part d'un home, que s'emporta tot el mèrit. Normalment s'associa a l'entorn laboral, però no té lloc en aquest en exclusiva.
Està íntimament lligat al Manterrupting (interrupcions innecessàries de les dones), i juntament amb Mansplaining, forma la tríada perfecta del que es coneix com a micromasclismes o masclisme quotidià.

## Exemples
Es poden trobar molts exemples al llarg de la història.
- La doble hèlix de l'ADN: mèrit atribuït a Watson i Crick en els llibres de Biologia. En la troballa va tenir un paper molt important Rosalind Franklin, oblidada química anglesa que va perfeccionar una tècnica per a observar de prop les molècules i va ser pionera en capturar una imatge congelada de l'àcid desoxiribonucleic.
- El joc del "Monopoly": creat al 1903, no per Charles Darrow, sinó per Elisabeth Magie
- El primer algorisme informàtic: creat per Ada Lovelace. L'autoria s'atribueix a Charles Babbalage, amb qui treballava.

## Diferències entre obra i idea
És necessari distingir entre una idea, que no està registrada i sobre la qual no hi ha drets d'autor, i una obra enregistrada. Si algú s'apropia d'una idea que no està registrada, no s'està cometent un delicte.
Al Capítol II del Llibre II del Text Refós de la Llei de Propietat Intel·lectual, es defineix quines obres son objecte de registre i, per tant, de protecció legal: obres i títols originals, obres derivades i col·leccions i bases de dades.

## Tècniques per protegir una idea[5]
A nivell laboral i per protegir la pròpia empreneduria, es poden emprar els següents mètodes: 
- Redactar acords de confidencialitat: si s'ha de presentar una idea de negoci a possibles societats o persones físiques inversores o sòcies, caldrà sol·licitar la seva signatura. Es pot demanar ajuda en la redacció del document a una persona amb coneixements legals.
- Posar advertiments en emails i documents: al final de cada email o en els documents que s'intercanviïn amb possibles societats o persones físiques inversores o proveïdores es pot afegir un text especificant que la propietat intel·lectual de tot el que apareix en el correu és de la persona emissora del missatge. Amb aquest simple text, s'evita la temptació de furtar la idea.
- Utilitzar segells d'aigua: és un sistema que permet evitar les falsificacions. Es tracta d'una marca que apareix en el paper, normalment visible a contrallum i en la que es pot posar la llegenda que es desitgi.
- Patentar el teu producte: una altra alternativa és patentar el teu producte, si es tracta d'un invent. Les patents atorguen el dret exclusiu de comercialització d'un producte o procés industrial durant un temps determinat.